# Kálmán Kovári
Kálmán Kovári (* 16. Juni 1937 in Budapest) ist ein Schweizer Bauingenieur. Er war seit 1980 Titularprofessor sowie Leiter der Gruppe Fels- und Untertagbau und 1990 bis 2002 ordentlicher Professor für Untertagbau an der ETH Zürich.
Kovári war ungarischer Flüchtlingsstudent. Er studierte an der ETH Zürich Bauingenieurwesen. Nach seinem Diplom 1964 war er am Lehrstuhl für Technische Mechanik Assistent bei Professor Hans Ziegler und promovierte bei ihm 1969 mit dem Thema „Räumliche Verzweigungsprobleme des dünnen elastischen Stabes mit endlichen Verformungen“.
Am 1. November 1968 wurde Kovári Mitarbeiter von Professor Hans Grob am damaligen Institut für Strassen-, Eisenbahn- und Felsbau. Dort befasste er sich mit grundlegenden Fragen der Felsmechanik sowie mit der wissenschaftlichen Erfassung des Tunnelbaus. Es entstanden unter seiner Leitung numerische Methoden der Felsstatik, neue Laborversuche und verschiedene geotechnische Präzisionsinstrumente für die Messung in situ. 1980 wurde Kovári Titularprofessor. Er war von 1982 bis 2020 Herausgeber der Fachzeitschrift Rock Mechanics and Rock Engineering. Nach der Emeritierung Professor Grobs und der Auflösung des Instituts für Strassen-, Eisenbahn- und Felsbau im Jahr 1985 wurden Kovári und seine Gruppe Fels- und Untertagbau dem Institut für Bauplanung und Baubetrieb zugeordnet. 1990 wurde er auf die neu geschaffene Professur für Untertagbau gewählt und Mitglied des Instituts für Geotechnik der ETH. Kovári emeritierte im Oktober 2002.
Kovári befasste sich vor allem mit dem Gebirgsdruck bei jenen geologischen Formationen, in denen das Gebirge die Tendenz hat, den Hohlraum zu schliessen oder extrem hohe Drücke zu entwickeln. Dies war unter anderem beim Freudensteintunnel der Deutschen Bundesbahn der Fall. Für dessen Entwurfskonzept erhielt er zusammen mit anderen Projektanten 1993 den deutschen Ingenieurbaupreis. Er war auch Berater im städtischen Tunnelbau, so in Rio de Janeiro bei der Planung der Metrolinie Copacabana und bei der Metropolitana di Torino.
Im Zuge der Planung und Ausführung der Basistunnel am Gotthard und am Lötschberg wurde Kovári 1990 zum Vorsitzenden der Expertengruppe Bautechnik-Basistunnel ernannt. Diese beurteilte einerseits übergeordnete planerische Fragestellungen, wie etwa die Linienführung oder die Wahl der optimalen Tunnel und Röhrensysteme, andererseits auch bautechnische Schlüsselfragen.

## Schriften (Auswahl)
- mit Andreas Tisa: Höchstfestigkeit und Restfestigkeit von Gesteinen im Triaxialversuch. Institut für Strassen- und Untertagbau an der ETH, Zürich 1974
- mit Andreas Tisa: Diagramme für die Vorbemessung von Tagbau-Tunnel. Bundesamt für Strassenbau, Zürich 1993
- mit Christian Amstad: Untertagbau in quellfähigem Fels. VSS, Zürich 2001
- mit Georgios Anagnostou: The stability of tunnels in grouted fault zones. vdf Hochschul-Verlag an der ETH, Zürich 2003, ISBN 978-3-7281-2874-4
- mit Robert Fechtig: Historische Alpendurchstiche in der Schweiz: Gotthard, Simplon, Lötschberg. Stäubli Verlag, Zürich 2004, ISBN 978-3-7266-0029-7